# Christian Kössler

Christian Kössler (2013)

Christian Kössler (* 1. Dezember 1975 in Innsbruck) ist ein österreichischer Schriftsteller und Bibliothekar an der Universität Innsbruck.

## Leben und Werk
2006 begann Kössler, Kurzprosa zu schreiben. Schwerpunkt in seinen Werken sind makabere, aber auch unheimliche Erzählungen, die Kössler mit Lokalkolorit und schwarzem Humor verbindet. Er ist seit 2007 mit Leseabenden, Autorenstunden und kulinarischen Lesungen unterwegs und war damit in Österreich, Deutschland und weiteren Ländern zu Gast. 2012 präsentierte er gemeinsam mit seinen Tiroler Autorenkollegen Thomas Schafferer und Daniel Suckert unter dem Namen SKS einen kabarettistischen Literaturabend, mit dem er auf Tournee ging.
2016 führten Kössler seine Lesungen unter anderem nach Skandinavien und ins Baltikum. Sein Text Rupicapra Rupicapra wurde auf die Longlist zum „Frankfurter Orthographie-Preis“ gesetzt, mit Grenzgänger 2017 die gleichnamige Kurzgeschichte des Tiroler Autors von Felix Gorbach und Moritz Neumayr als Kurzfilm realisiert und bei Kurzfilmfestivals in Innsbruck und Wörgl mit dem Publikumspreis ausgezeichnet. 2018 war Grenzgänger beim Filmfest München für den Shocking Shorts Award nominiert, 2019 erfolgte eine Nominierung beim Kurzfilmwettbewerb „Grenzenlos“ des deutsch-französischen Kultursenders ARTE sowie beim Dogslaughter Filmfestival in den USA. Im selben Jahr war der Film Semi-Finalist beim European Cinematography Award in Amsterdam.
An der Universität Tartu/Estland erfolgte die Übersetzung mehrerer Erzählungen Kösslers ins Estnische. Anlässlich einer Lesereise durch Bosnien-Herzegowina gastierte der Autor 2018 an den Österreich-Bibliotheken in Banja Luka, Mostar und Tuzla sowie an der Universität Sarajevo und las bei den Literaturfestivals „Höhenflug“ in Zug bzw. „Prima Vista“ in Tartu. Ausgehend von einer Lehrveranstaltung an der Universität Innsbruck erschien im Frühjahr 2020 mit „Alpi noir - Racconti di demoni e spiriti“ eine italienischsprachige Übersetzung mehrerer, von Kössler bereits veröffentlichten Geister- und Teufelssagen aus Nord-, Ost- und Südtirol sowie der Lombardei. Der Tiroler Mediengestalter Manuel Haigermoser realisierte darüber hinaus und basierend auf Texten aus Kösslers Erstlingswerk „Bestialisches Innsbruck“ ein Podcast-Projekt - mit regionalen Stimmen wie Felix Gorbach, Alex Hager, Manuela Kamper, Ralf Leitner, Sabrina Peer, Harry Prünster, Sunny Rabl und Anna-Maria Stiefmüller.
Im November 2020 präsentierte der Tiroler Autor anlässlich der „German Culture Week“ an der Universität Aberdeen in Schottland erstmals sein Werk „Tiroler Teufelstanz“ im Rahmen einer Online-Lesung. 2021 wurden sieben Kurzgeschichten des Sagenbandes am Institut für Translationswissenschaft der Universität Innsbruck ins Italienische übersetzt. In Kooperation mit einem Südtiroler Museum initiierte der Schriftsteller im Herbst desselben Jahres eine Sagenausstellung mit Ausschnitten aus seinem Buch, den Quelltexten des 19. Jahrhunderts und entsprechenden Schwarz-Weiß-Fotografien. Darüber hinaus errang Kössler 2021 beim Literaturwettbewerb des „Schwazer Silbersommers“ mit seinem Vampir-Text „Grau“ den dritten Platz.
In Kooperation mit dem Österreichischen Kulturforum Madrid gastierte der Autor mit Sagentexten im Oktober 2022 an den Universitäten von Santiago de Compostela und Salamanca und setzte in Alicante den literarischen Schlusspunkt des E.T.A. Hoffmann-Kongresses der Goethe-Gesellschaft in Spanien.
Kössler spielte lange Jahre als Torhüter im Tiroler Fußball-Unterhaus und hat mehrere Einsätze im Tor des österreichischen Fußball-Literaten-Nationalteams vorzuweisen - unter anderem in Basel, Berlin, Laibach, Rom und Wien.
Er ist Mitglied der IG AutorinnenAutoren Tirol.

## Werke
- Bestialisches Innsbruck. 12 mysteriös-düstere Kurzgeschichten. Mit einem Vorw. von Florian Pranger (Hrsg.). Innsbruck 2007. ISBN 978-3-9501923-6-0.
- Innsbrucker Totentanz. 12 makaber-dunkle Kurzgeschichten. Zirl 2009. ISBN 978-3-9502705-1-8.
- Unheimliches Tirol. 17 Geister- und Teufelssagen aus Nord-, Ost- und Südtirol neu erzählt und in die Gegenwart verlegt. Mit einem Nachwort von Wolfgang Morscher. Zirl 2011. ISBN 978-3-9502705-9-4.
- Tiroler Sensenmann-Blues. Hypo-Roman. Innsbruck 2013. ISBN 978-3-9503021-4-1.
- Sie wird dich holen. Mysteriös-düstere Kurzgeschichten. Innsbruck 2015. ISBN 978-3-9503021-9-6.
- Die toten Seelen Innsbrucks. Innsbruck 2017. ISBN 978-3-9503933-3-0.
- Unheimliches Tirol. 17 Geister- und Teufelssagen aus Nord-, Ost- und Südtirol neu erzählt und in die Gegenwart verlegt. Mit einem Nachwort von Wolfgang Morscher. Zirl 2018, zweite Auflage. ISBN 978-3-9504419-2-5.
- Alpi noir – Racconti di demoni e spiriti. Innsbruck 2020. ISBN 978-3-903187-91-7.
- Tiroler Teufelstanz. 16 düster-schaurige Sagen aus Nord-, Ost- und Südtirol. Neu erzählt und in die Gegenwart verlegt. Innsbruck 2020. ISBN 978-3-9504143-7-0.
- Ein Tor ist, wer im Tor isst! Literarisches aus der Torhüterperspektive. Innsbruck 2022. ISBN 978-3-9910503-1-5.
- Schatten über dem Inn − 17 unheimliche, sagenhafte und gruselige Geschichten aus Innsbruck. Innsbruck 2023. ISBN 978-3-7030-6624-5.
- Von Weltliteratur, Fabriken und gezähmter Wildnis. Sechzehn Spaziergänge durch Mühlau. Innsbruck 2024. ISBN 978-3-7030-6649-8.

## Beiträge
- Solange es Geschichten gibt, in: Verzauberte Berge – Sagen und Bilder, Bozen 2005.
- Untot in Literaturmagazin Cognac & Biskotten, Ausgabe 28/2008, Thema: Aberglaube.
- Kassa in Literaturmagazin Cognac & Biskotten, Ausgabe 33/2011, Thema: Kleinkram.
- Verpasst in Literaturmagazin Cognac & Biskotten, Ausgabe 35/2013, Thema: Endzeitstimmung.
- Spurlos in Erker, Monatszeitschrift für das südliche Wipptal, Nr. 04/2013 Seiten 50-51, WippMedia GmbH.
- Feste feiern in Litrero & Gioco. Festschrift Bücherei und Spielothek Telfs 2014, Zusammenstell./Hrsg. Nadja Fenneberg & Sebi Seib.
- Betrachtungen aus der Torhüterperspektive in Wienzeile. Supranationales Magazin für Kunst, Literatur und Politik, Nr. 67, Sommer 14, Seite 22, Herausgeber VEWZ-Literaturverein.
- Am Wasser in St. Kassian-Kalender 2015, Seiten 246-247, Verlag A. Weger (Brixen/Südtirol) 2014.
- Ein Versprechen in Film und Fotografie, Seiten 6-9, Kulturberichte aus Tirol und Südtirol 2015.
- Vinschgauer Sagenherbst in St. Kassian-Kalender 2016, Seite 277, Verlag A. Weger (Brixen/Südtirol) 2015.
- Rupicapra Rupicapra in Zwanzig Jahre Rechtschreibreform - Eine Anthologie, Seite 8, Arbeitskreis Lesen und Rechtschreiben heute 2016.
- Die Universitäts- und Landesbibliothek Innsbruck – Fundus der Kostbarkeiten, in: Literaturen, Seiten 132-133, Kulturberichte aus Tirol und Südtirol 2016.
- Das Heer der Nacht in Europa erlesen - Hall in Tirol, Hrsg. Christine Zucchelli, Seiten 148-150, Wieser Verlag 2016.
- Die Warnung in Gegen den Ball - wenn Autoren kicken, Leutgeb, Pöltl, Ruiss (Hg.), Seiten 274-275, Sisyphus 2017.
- Am Wasser in Passeirer Blatt, Nr. 148, 32. Jahrgang, Seite 8, August 2018.
- Freier Fall in der estnischen Übersetzung Vaba langemine  in der Kulturzeitschrift Müürileht, Seiten 38–39, Mai 2018.
- Ich bin ein Literatorwart in Über die Jahre - 47 Tiroler Autorinnen erinnern sich in Geschichten und Gedichten. Seiten 101–103, pyjamaguerilleros, 2018.
- Essen und Trinken hält… auch Autorinnen und Autoren zusammen! in Lesen schmeckt! Kulinarische Auszüge aus der Bücherei & Spielothek Telfs, Seiten 12–13, 2019.
- Am Wasser in Alles im Fluss? 42 Geschichten & Gedichte von Tiroler Autorinnen und Autoren. Seiten 44–47, TAK Tiroler Autorinnen und Autoren Kooperative, 2021.
- Richte mich, wer wolle - wir richten, wie wir wollen! in Panoptica. Seiten 74–79, Amt der Tiroler Landesregierung, 2021.

## Fernsehen/Radio
- Simone Lackner: Gänsehautgarantie. In: Südtirol heute am 17. Februar 2014.
- Martin Sailer: Christian Kösslers Unheimliches Tirol. In: ORF Tirol am 13. November 2011.
- Felix Gorbach und Moritz Neumayr: Grenzgänger (Kurzfilm nach der gleichnamigen Erzählung von Christian Kössler; Darsteller: Anna Mariani und Martin Strele; Laufzeit: 9 Minuten) 2017
- Christine Flatscher: TIROL DREISSIG Wochenthema „Erfolgreiche Tiroler Autoren“. In: Tirol TV am 26. Juni 2017.
- Kathrin Bragagna: Märchen, Zauber, Sagenwelt. Die Kunst des Erzählens. „Unheimliches Tirol“. In: RAI Südtirol am 17. Oktober 2018.
- Simone Lackner: Dem Teufel auf der Spur. In: ORF „Tirol heute“ am 20. April 2021.